# Josef Skupa
Josef Skupa (Strakonice, 1892. január 16. – Prága 1957. január 8.) cseh bábművész.

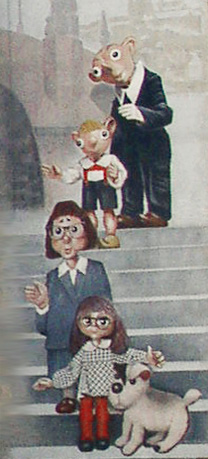
Falikép a színház épületén (Spejbl, Hurvínek, paní Kateřina, Mánička és Žeryk)

## Életútja

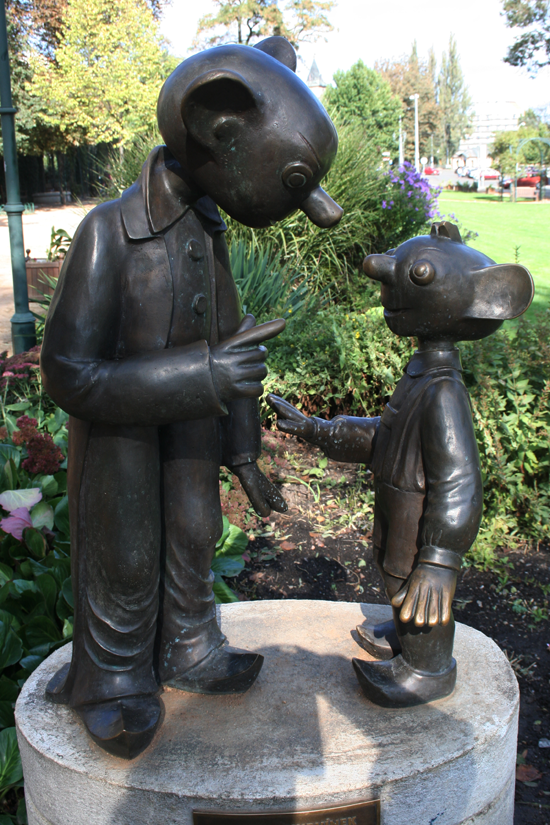
Spejbl és Hurvinek szobra Plzeňben.

Skupa Prágában iparművészként diplomázott. Ezután a plzeňi városi színháznál díszlettervezőként dolgozott, a Škoda autógyár pedig designerként foglalkoztatta.
Egy darabig expresszionista festő volt. 1920-ban Spejbl-t, majd 1926-ban a fiát, Hurvíneket alkotta meg, a két világhírűvé vált marionettbábot. 1930-ban létrehozta az első professzionális bábszínházat. A színház a mai napig működik.
1933-1957 között a bábszínházak nemzetközi szervezetének (UNIMA: Union Internationale de la Marionnette – International Puppetry Association) elnöke volt.